# الوزن (الكلب الأكبر)
الوزن وفي الفلك الحديث (بالإنجليزية: Wezen)‏  مشتق من العربية ويسمى عند العرب أيضاً أحد العذارى أو دلتا الكلب الأكبر هو نجم أبيض أصفر عملاق ضخم من النوع F يقع في اتجاه كوكبة كوكبة الكلب الأكبر على بعد 1600 سنة ضوئية (490 فرسخ فلكي) من الشمس. وهو ثالث ألمع نجم في الكوكبة بعد الشعرى اليمانية والعذارى قدرة الظاهري +1.83. وقدرة الحقيقي –6.86 .

## خصائص
نجم الوزن نجم عملاق من التصنيف F8 أكبر من الشمس بحوالي 215 مرة ودرجة حرارة سطحه حوالي 5,818 كلفن، وتقدر كتلتة بنحو 17 كتلة شمسية. نجم الوزن ساطع للغاية من القدر –6.86 . وضياؤة يعادل 82,000 ضياء شمسي وإذا كان نجم الوزن أقرب إلى الأرض حيث يكون على بعد الشعرى اليمانية، فإنه سيكون ساطع في سماء الأرض كنصف القمر المكتمل.
يدور نجم الوزن بسرعة تقدر بحوالي 28 كم/ثانية حول نفسة، وبالتالي فأنة قد يستغرق سنة ليكمل دورة كاملة حول نفسة. ويقدر عمرة بحوالي 10 ملايين سنة فقط، وقد توقف عن صهر الهيدروجين في نواتة. وبداء غلافة الخارجي بالتوسع وفي نفس الوقت تناقصت درجة حرارته وخلال 100000 سنة مقبلة سوف يتحول إلى عملاق أحمر ضخم وتصهر نواتة عناصر أثقل . وحالما تكون نواتة مكونة من الحديد سوف ينهار وينفجر كمستعر أعظم.